# آنول قهوه‌ای
آنول قهوه‌ای (نام علمی: Norops sagrei) نام یک گونه از زیرراسته ایگوآناسانیان است.